# Max (鉄道車両)

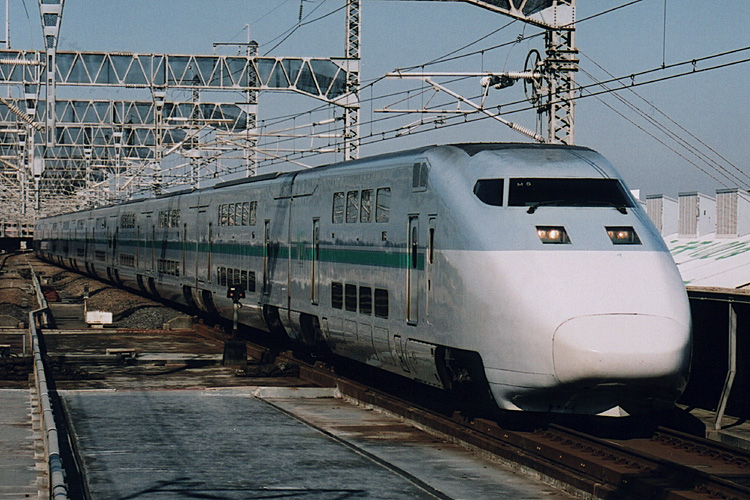
E1系（リニューアル前）

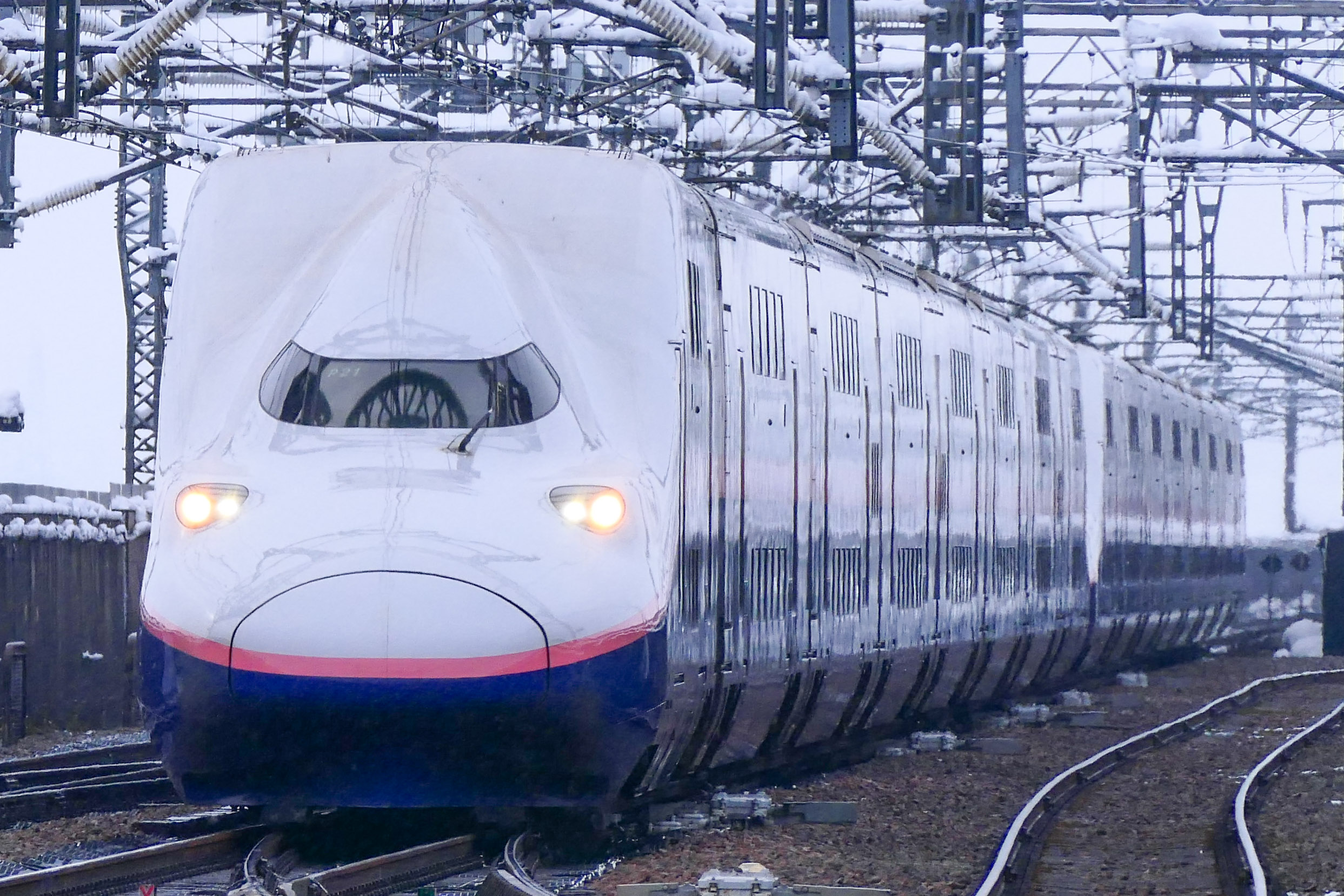
E4系（16両編成）

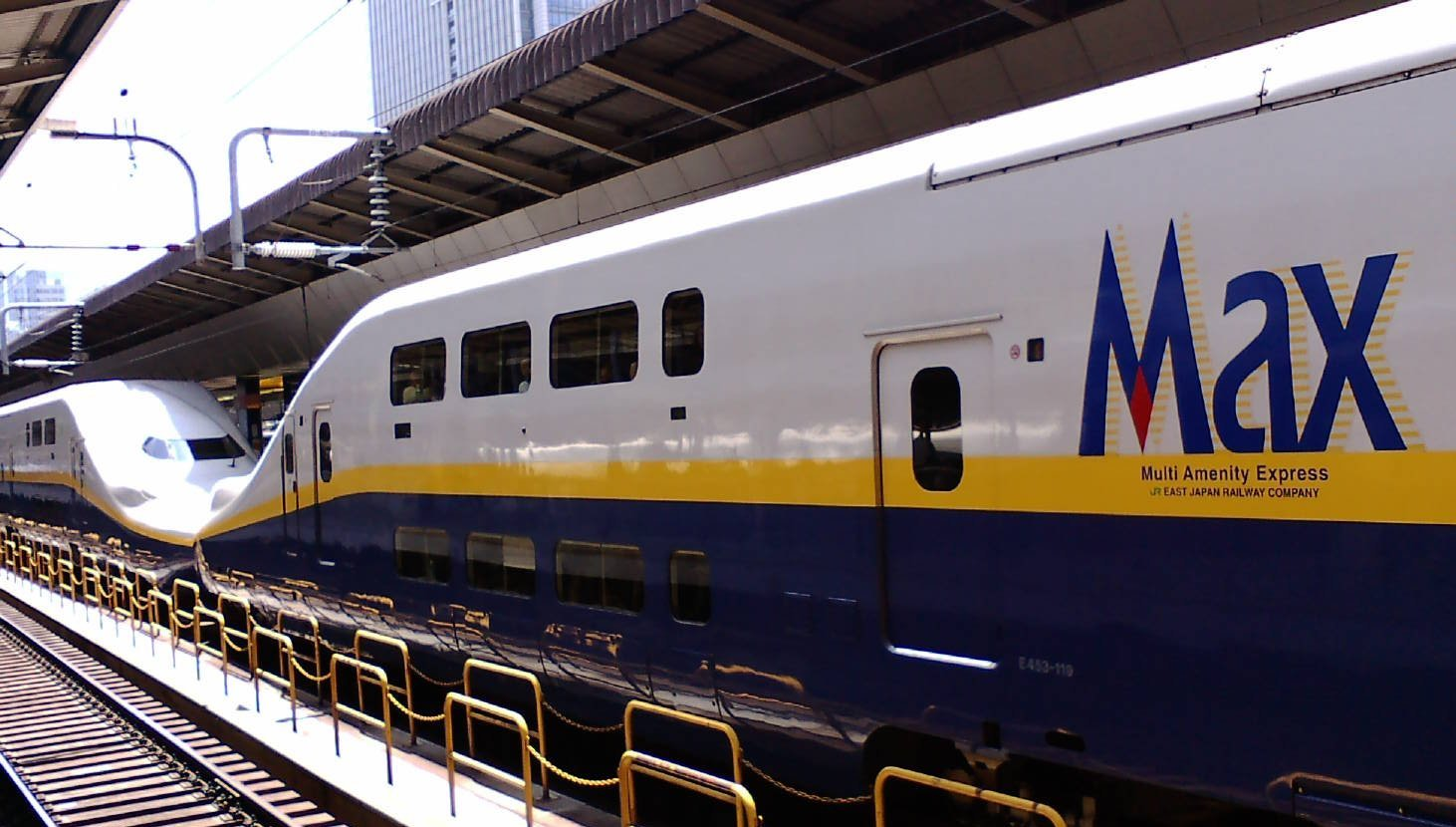
E4系の連結

Max（マックス）は、東日本旅客鉄道（JR東日本）が保有していた全車2階建て新幹線の愛称。E1系（12両編成）およびE4系（8両編成）車両の愛称で、名称は"Multi Amenity eXpress"を略したものである。
1994年のE1系登場時に車両に対する愛称として採用され、E4系登場時に全2階建て新幹線車両の愛称に移行した。他の車両と乗車時の定員や列車の扱いが大幅に異なることから、「Maxとき」「Maxたにがわ」のようにMaxの名を冠して列車愛称としても用いられている。
それぞれの車両の特徴については、各車両系列の項目を、列車の詳細な記載は各列車の項目を参照されたい。

## 使用された列車
使用される列車の愛称には、後述の一部「やまびこ」を除いてすべて「Max」が冠される。
- 東北新幹線 - 1999年12月にE1系が、2012年9月にE4系が撤退するまで運用された。
  - やまびこ（東京 - 仙台間）
    - E4系を使用する大半の列車は東京 - 福島間で「つばさ」（400系またはE3系）を併結していたが、併結なしの8両・16両編成の列車も存在した。
    - 2005年までは盛岡行きの列車もあり、定期列車廃止後も繁忙期には仙台 - 盛岡間の延長運転が行われた。E4系では仙台まで16両で運行し、仙台 - 盛岡間を8両で運転する列車も存在した。

  - なすの
    - E4系で運転する列車には400系やE3系を併結するものもあったが、この場合列車名には「Max」をつけなかった[* 2]。

  - あおば
    - E1系のみ使用された。1997年に「やまびこ」へ統合されて消滅。

- 上越新幹線 - 2012年9月にE1系が、2021年10月にE4系が撤退するまで運用された。
  - あさひ
    - 2002年12月に「とき」へ改称。

  - とき
    - E4系で運転される列車は2編成連結（16両編成）の列車も存在した。
    - 2021年にE4系の定期運行が終了するまで運転された。

  - たにがわ
    - E4系で運転される列車は2編成連結（16両編成）の列車も存在した。
    - 2021年にE4系の定期運行が終了するまで運転された。

- 北陸新幹線 - 定期列車での運行は存在しない。
  - あさま
    - E4系のみ使用された[* 3]。2001年に臨時列車（軽井沢発東京行き）として上り列車のみ運行された[2][* 4]。

## 全車指定席での運用
E1系は1 - 4号車、E4系は1 - 3号車の2階席が自由席前提の横3+3列座席であり、リクライニング機能を省略した構造のため全車指定席での運用は滅多にないが、過去に「Maxやまびこ」、「Maxとき」、「Maxあさひ」、「Maxあさま」の各列車が全車指定席で運用されたことがあった。この時の自由席専用車（E1系は1 - 4号車、E4系は1 - 3号車の2階席）の取り扱いは「通常の横3+2列座席として運用する」とされていたため、F席は発売されず、実際は指定席が完売していてもF席は存在しなかったため、座席には余裕があった。

## 引退
E1系・E4系ともに後継形式の開発により引退となっている。両形式とも東北新幹線→上越新幹線の順に撤退した。

### E1系
他形式との併結運転が容易なE4系への置き換えにより、1999年12月4日のダイヤ改正で東北新幹線（大宮以北）の定期運行を終了。
その後E5系の増備によって東北新幹線からE4系が転属してきたことにより、2012年9月29日のダイヤ改正で上越新幹線でも定期運用を終了した。

### E4系
E5系への置き換えにより、2012年9月28日をもって東北新幹線から引退した。
上越新幹線でもE7系への置き換えによって2020年度をもって運行終了となる予定であった。しかし2019年10月に台風19号が日本に上陸した際、北陸新幹線長野新幹線車両センターに留置中であったE7系・W7系が水没し、車両が不足するため当分の間運用終了が先延ばしにされた。その後2020年12月18日、あらためて2021年10月1日をもって引退することが発表され、特別キャンペーンが行われた。同年10月17日の団体専用列車「サンキューMaxとき」の運転を最後に運転を終了した。